# مامادو باه
مامادو باه ((بالإنجليزية: Mamadou Bah)‏)، من مواليد 25 ابريل 1988 في كوناكري في غينيا، لاعب كرة قدم غيني.
بدأ مسيرته الكروية مع نادي ستراسبورغ الفرنسي في عام 2007 ‘ ومنذ عام 2010 وهو يلعب مع نادي شتوتغارت الألماني.
و هو يلعب مع منتخب غينيا لكرة القدم منذ عام 2008 .

## روابط خارجية
- مامادو باه على موقع قاعدة بيانات كرة القدم.إي يو (الإنجليزية)
- مامادو باه على موقع بيانات كرة القدم. دي إي (الألمانية)
- مامادو باه على موقع ليكيب (الفرنسية)
- مامادو باه على موقع ناشيونال فوتبول تيمز (الإنجليزية)
- مامادو باه على موقع Soccerway.com (الإنجليزية)
- مامادو باه على موقع عالم كرة القدم.نت (الإنجليزية)
- مامادو باه على موقع كووورة
- مامادو باه على موقع AS.com (الإسبانية)